# روكو روميو
روكو روميو هو لاعب كرة قدم كندي في مركز الدفاع، ولد في 25 مارس 2000 في تورونتو في كندا. لعب مع نادي تورونتو.

## وصلات خارجية
- روكو روميو على موقع قاعدة بيانات كرة القدم.إي يو (الإنجليزية)
- روكو روميو على موقع Soccerway.com (الإنجليزية)